# Čardak (Czarnogóra)
Čardak (cyr. Чардак) – wieś w Czarnogórze, w gminie Pljevlja. W 2011 roku liczyła 30 mieszkańców.